# Bhatia koreana
Bhatia koreana är en insektsart som beskrevs av Kae Kyoung Kwon och Lee 1979. Bhatia koreana ingår i släktet Bhatia och familjen dvärgstritar. Inga underarter finns listade i Catalogue of Life.